# Brunaktig vintermätare
Brunaktig vintermätare, Biston strataria, är en fjärilsart som beskrevs av Johann Siegfried Hufnagel, 1767. Biston strataria ingår i släktet Biston och familjen mätare, Geometridae. Arten är reproducerande i både Sverige och Finland och enligt respektive rödlista är arten livskraftig, LC, i båda länderna. Två underarter finns listade i Catalogue of Life, Biston strataria hasegawai Inoue, 1955 och Biston strataria strataria (Hufnagel, 1767).

## Bildgalleri

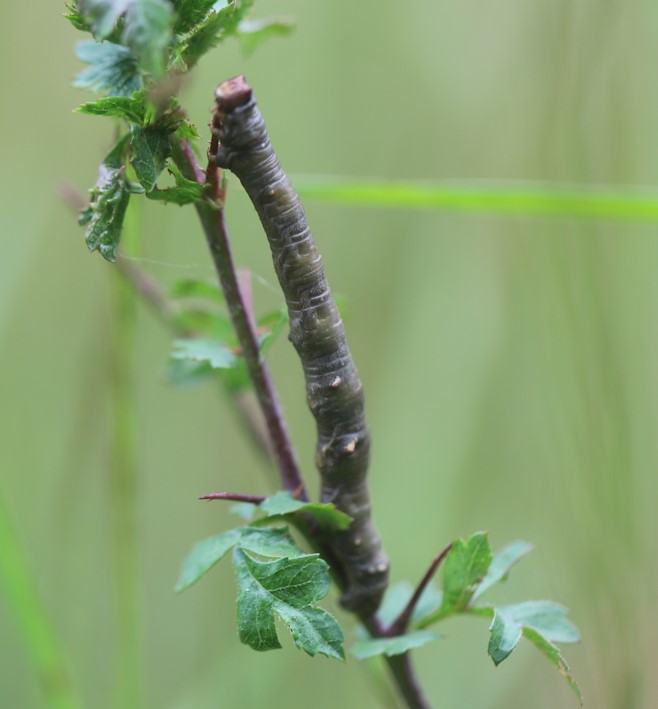
Fjärilens larv
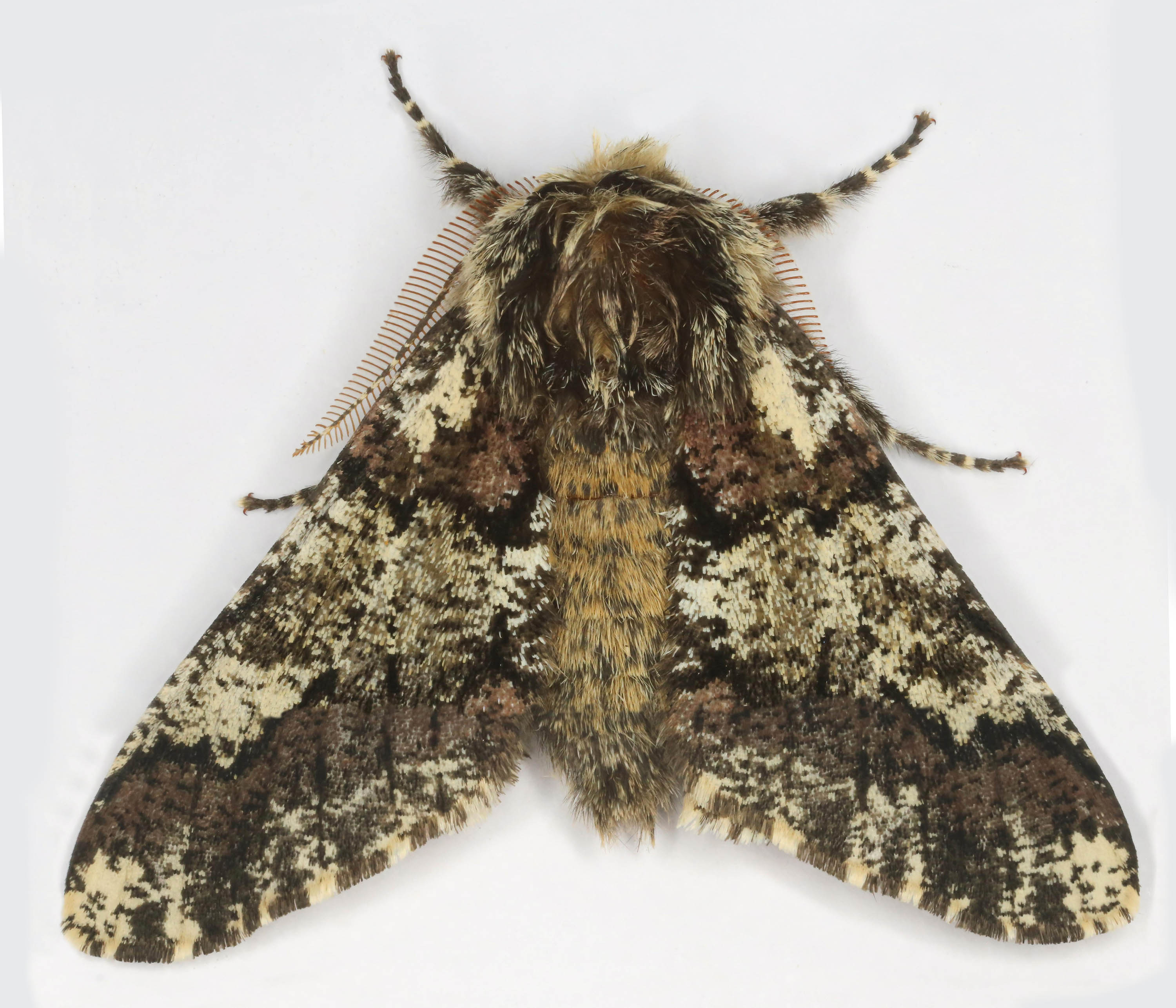
Imago fjäril, hane
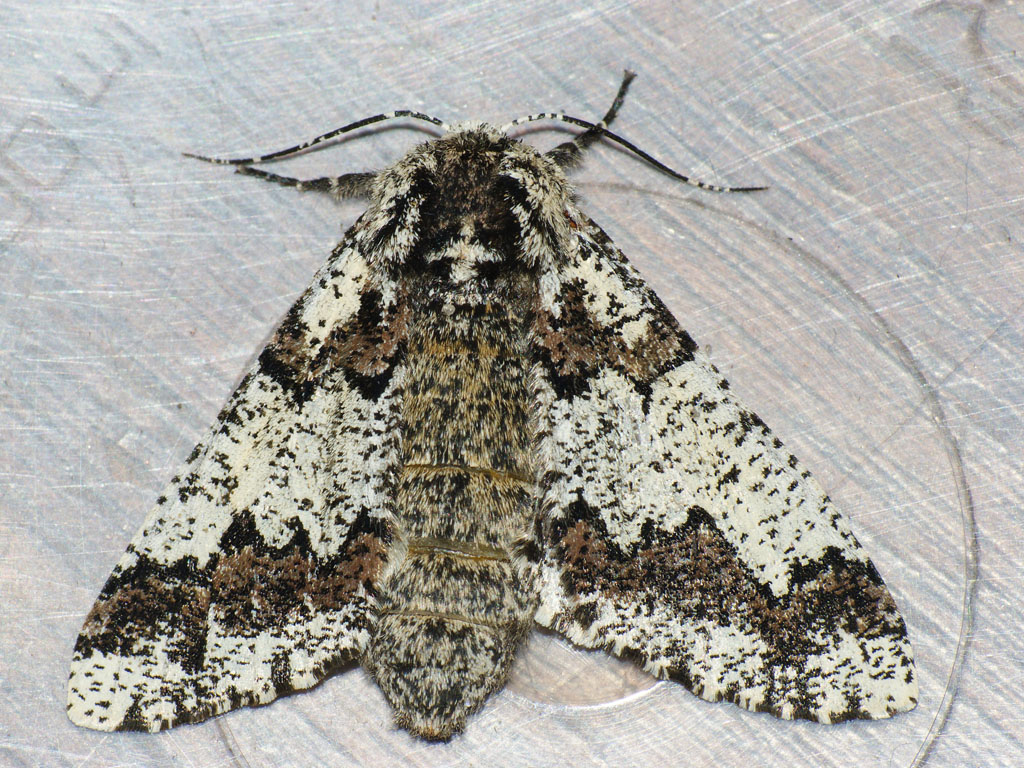
Imago fjäril, hona
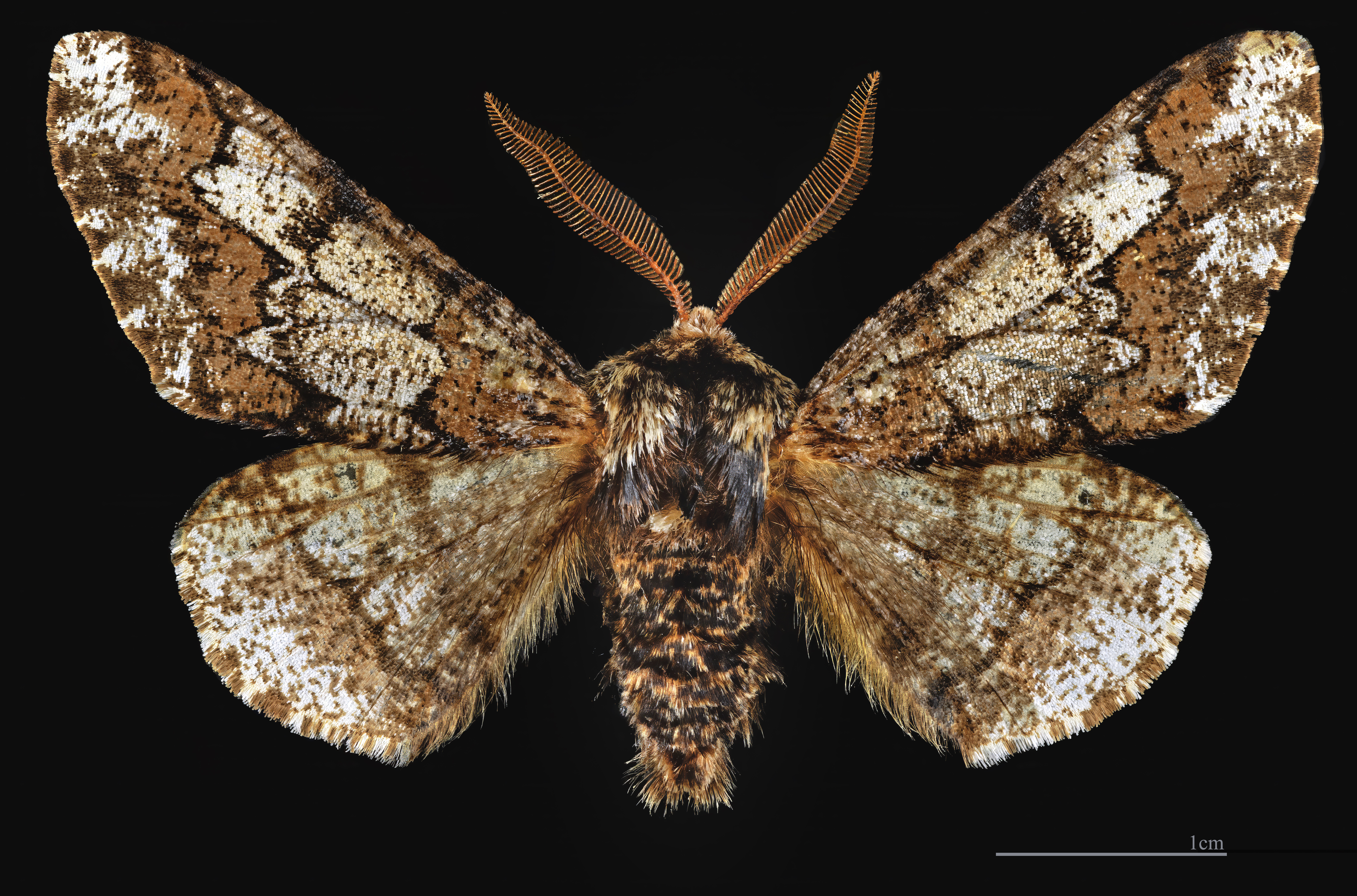
Preparerad (uppnålad) imago fjäril, hane.